# 베네치아 광장

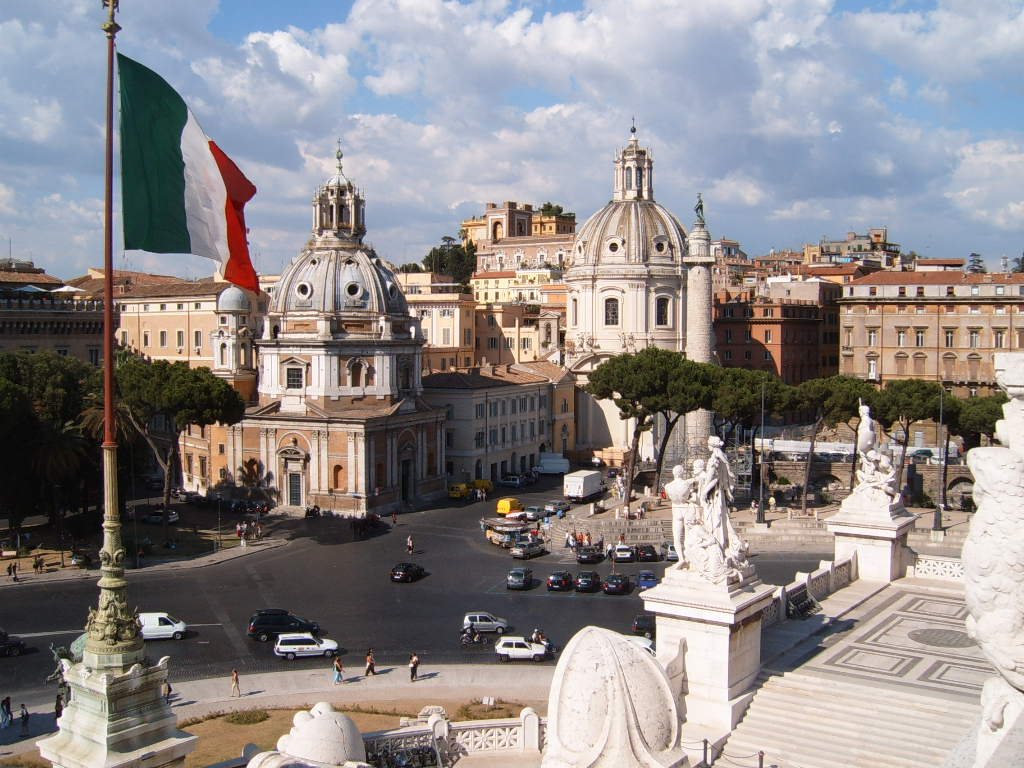
와 광장

베네치아 광장(Piazza Venezia)은 이탈리아 로마에 있는 광장이다. 1871년 이탈리아 통일을 기념하기 위해 조성되었으며, 현재는 테르미니 역과 함께 교통의 중심지 역할을 하며 광장 안에는 이탈리아를 통일한 비토리오 에마누엘레 2세를 기리기 위한 기념관이 있다.